# Liste des résolutions du Conseil de sécurité des Nations unies sur les États-Unis
Pour un article plus général, voir Liste des résolutions du Conseil de sécurité des Nations unies par pays.
Cet article dresse une liste des résolutions du Conseil de sécurité des Nations unies concernant les États-Unis.

## États-Unis
En forme longue les États-Unis d'Amérique, en anglais United States et United States of America.
Les États-Unis sont membre fondateur de l'organisation des Nations unies.
- Résolution no 21 : territoires sous tutelle (îles du Pacifique) (adoptée le 2 avril 1947 lors de la 124e séance).
- Résolution 457 : république islamique d'Iran-États-Unis (adoptée le 4 décembre 1979).
- Résolution 562 : Nicaragua-États-Unis (adoptée le 10 mai 1985).
- Résolution 984 : proposition de la Chine, des États-Unis d’Amérique, de la fédération de Russie, de la France et du Royaume-Uni de Grande-Bretagne et d’Irlande du Nord concernant des garanties de sécurité à États non nucléaires parties au TNP.
- Résolution 1160 : la Lettre du Royaume-Uni de Grande-Bretagne (S/1998/223) et la Lettre des États-Unis d'Amérique (S/1998/272).
- Résolution 1373 : lutte contre le terrorisme, à la suite des attentats du 11 septembre 2001 (adoptée le 28 septembre 2001 lors de la 4 385e séance).
- Résolution 1506 : lettres datées des 20 et 23 décembre 1991, émanant des États-Unis d'Amérique, de la France et du Royaume-Uni de Grande-Bretagne et d'Irlande du Nord (S/23306, S/23307, S/23308, S/23309 et S/23317) ; lettre datée du 15 août 2003, adressée au président du Conseil de sécurité par le chargé d'affaires par intérim de la mission permanente de la Jamahiriya arabe libyenne auprès de l'Organisation des Nations unies (S/2003/818) ; lettre datée du 15 août 2003, adressée au président du Conseil de sécurité par les représentants permanents des États-Unis d'Amérique et du Royaume-Uni de Grande-Bretagne et d'Irlande du Nord auprès de l'Organisation des Nations unies (S/2003/819) ; mise aux voix du projet de Résolution S/2003/824.